# NGC 6906
NGC 6906 is een balkspiraalstelsel in het sterrenbeeld Arend. Het hemelobject werd op 15 augustus 1863 ontdekt door de Duitse astronoom Albert Marth.

## Synoniemen
- UGC 11548
- MCG 1-52-3
- ZWG 399.6
- IRAS 20211+0616
- PGC 64601